# Lista dróg głównych w Szwajcarii

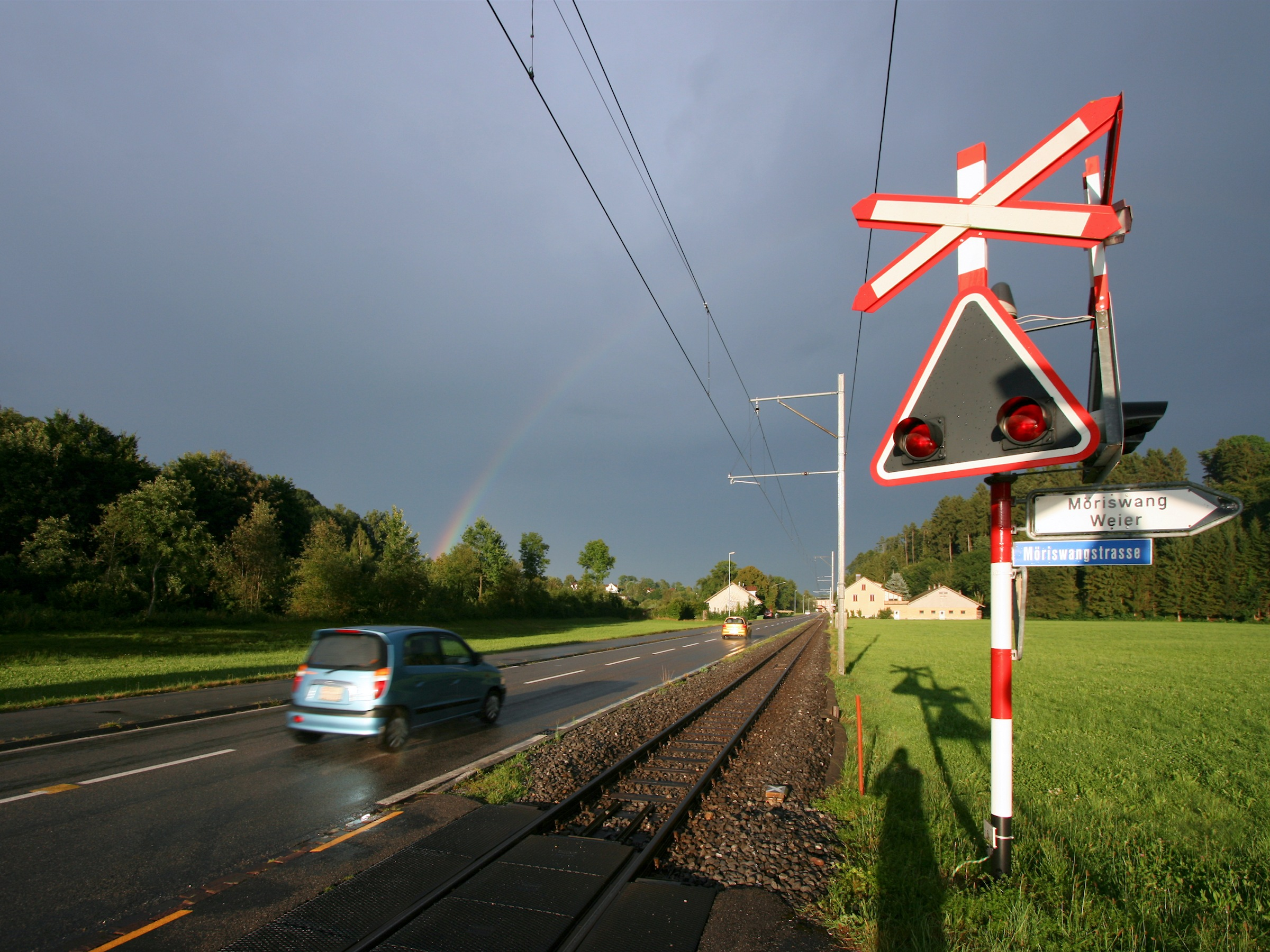
Droga główna nr 7 w Wängi

Poniżej znajduje się lista wszystkich dróg głównych na terenie Szwajcarii.

## Lista dróg głównych

### Numeracja
Główne drogi mają oznaczenia jedno lub dwucyfrowe. Drogi nr 16 i 28 przebiegają także na terenie państwa Liechtenstein.
| Numer | Początek          | Koniec                            | Długość (km) | Przebieg trasy |
| ----- | ----------------- | --------------------------------- | ------------ | --- |
|       | Perly             | Kreuzlingen                       | 343          | (Saint-Julien-en-Genevois D 1201) – Perly – Genewa – Lozanna – Murten – Berno – Lenzburg – Mutschellen – Zurych (Bernerstrasse) – Winterthur – Frauenfeld – Kreuzlingen                                           |
|       | Augst             | Chiasso                           | 319          | Augst – Liestal – Sissach – Unterer Hauenstein – Olten – Sursee – Luzern – Küssnacht – Arth – Brunnen – Göschenen – Przełęcz Świętego Gottharda – Airolo – Bellinzona – Lugano – Chiasso – (Como, Via Bellinzona) |
|       | Dagmersellen      | Lucerna                           | 43           | Dagmersellen – Willisau – Wolhusen – Kriens – Lucerna |
|       | Küssnacht am Rigi | Ingenbohl                         | 27           | Küssnacht – Weggis – Vitznau – Gersau – Brunnen – Ingenbohl |
|       | Bazylea           | Castasegna                        | 343          | (Weil am Rhein ) – Bazylea – Frick – Brugg – Baden – Zurych (Berner Strasse) – Pfäffikon – Sargans – Chur – Lenzerheide – Tiefencastel – Julierpass – Silvaplana – Malojapass – Castasegna – (Chiavenna, )        |
|       | Bargen            | Meiringen                         | 158          | (Blumberg, ) – Bargen – Schaffhausen – Bülach – Zurych (Leimbach) – Adliswil – Zug – Lucerna – Hergiswil – Sarnen – Brünig – Meiringen                                                                            |
|       | Lozanna           | Koblenz                           | 206          | Lozanna-Prilly – Yverdon – Neuchâtel – Biel/Bienne – Solothurn – Olten – Aarau – Brugg – Koblenz |
|       | Boncourt JU       | Gletsch VS                        | 251          | (Belfort D 19 – Boncourt – Porrentruy – Delémont – Moutier – Biel/Bienne – Lyss – Bern – Thun – Spiez – Interlaken – Brienz – Meiringen – Grimselpass – Gletsch                                                   |
|       | Basel             | St. Margrethen                    | 183          | Bazylea – Koblenz – Bad Zurzach – Kaiserstuhl – Winterthur – Wil – St. Gallen – Rorschach – St. Margrethen – (Höchst 203 Schweizer Straße)                                                                        |
|       | St. Gallen        | Ingenbohl                         | 92           | St. Gallen Winkeln – Herisau – Wattwil – Ricken – Rapperswil – Pfäffikon – Sattel – Schwyz – Ibach – Ingenbohl |
|       | Vallorbe          | Gondo                             | 233          | (Pontarlier ) – Vallorbe – Lozanna – Vevey – Martigny – Sion – Brig-Glis – Simplonpass – Gondo – (Domodossola )                                                                                                   |
|       | Les Verrières     | Lucerna                           | 179          | (Pontarlier D 67bis) – Les Verrières – Neuchâtel – Kerzers – Berno – Langnau – Wolhusen – Lucerna |
|       | Vionnaz           | Wassen                            | 201          | Vionnaz – Aigle – Col des Mosses – Château-d'Œx – Zweisimmen – Spiez – Interlaken – Innertkirchen – Sustenpass – Wassen                                                                                           |
|       | Vevey             | Bazylea                           | 186          | Vevey – Bulle – Fryburg – Berno – Solothurn – Balsthal – Oberer Hauenstein – Liestal – Bazylea |
|       | Trasadingen       | Brissago                          | 320          | (Waldshut ) – Trasadingen – Schaffhausen – Kreuzlingen – Romanshorn – Rorschach – Buchs – Chur – Thusis – (Przełęcz San Bernardino) – Bellinzona – Locarno – Brissago – (Verbania )                               |
|       | Schleitheim       | Romanshorn                        | 86           | (Stühlingen ) – Schleitheim – Schaffhausen – Frauenfeld – Weinfelden – Sulgen – Amriswil – Romanshorn |
|       | Thayngen          | Rapperswil                        | 90           | (Gottmadingen ) – Thayngen – Schaffhausen – Winterthur – Turbenthal – Wald – Rapperswil |
|       | Tägerwilen        | Buchs                             | 105          | (Konstancja ) – Tägerwilen – Märstetten – Wil – Wattwil – Wildhaus – Buchs – (Schaan ) |
|       | Leibstadt         | Altdorf                           | 178          | Leibstadt – Dielsdorf – Zürich – Rapperswil – Uznach – Glarus – Linthal – Klausenpass – Altdorf |
|       | La Chaux-de-Fonds | Birsfelden                        | 96           | La Chaux-de-Fonds – Saignelégier – Delémont – Laufen – ( Birsfelden-Hagnau) |
|       | Brig-Glis         | Reichenau                         | 163          | Brig – Gletsch – Furkapass – Andermatt – Oberalppass – Disentis/Mustér – Flims – Reichenau |
|       | Le Locle          | Neuchâtel                         | 29           | (Morteau D 461) – Le Locle – La Chaux-de-Fonds – Neuchâtel |
|       | Saint-Gingolph    | Wielka Przełęcz Świętego Bernarda | 86           | (Évian-les-Bains D 1005) – Saint-Gingolph – Monthey – Bex – Martigny – Orsières – Wielka Przełęcz Świętego Bernarda – (Aosta )                                                                                    |
|       | Murten            | Herzogenbuchsee                   | 68           | Murten – Lyss – Solothurn – Wangen an der Aare – Herzogenbuchsee |
|       | Kirchberg         | Aarau                             | 94           | Kirchberg – Burgdorf – Sumiswald – Huttwil – Sursee – Beromünster – Reinach – Suhr – Aarau |
|       | Sursee            | Frick                             | 43           | Sursee – Schöftland – Aarau – Staffelegg – Frick |
|       | Lenzburg          | Arth                              | 57           | ( ) Lenzburg – Sins – Zug ZG – Arth |
|       | Wildegg           | Emmenbrücke                       | 45           | Wildegg – Lenzburg – Beinwil am See – Hochdorf – Eschenbach – Emmenbrücke |
|       | Silvaplana        | Vinadi                            | 89           | – Silvaplana – St. Moritz – Samedan – Scuol – Martina – Vinadi – Pfunds, 184 Engadiner Straße) |
|       | Landquart         | Müstair GR                        | 114          | (Vaduz, ) – Landquart – Davos – Flüelapass – Susch – Zernez – Ofenpass – Müstair – (Schluderns ) |
|       | Samedan           | Campocologno                      | 51           | – Samedan – Pontresina – Berninapass – Poschiavo – Campocologno – (Tirano ) |
|       | La Cibourg        | Balsthal                          | 74           | La Cibourg – Sonceboz – Moutier – Balsthal |

### Dalsze drogi główne
Inne główne drogi w Szwajcarii mają numery trzycyfrowe i nie są zaznaczone na znakach drogowych oraz mapach drogowych jako takie.
- 223 Spiez – Kandersteg (Lötschberg)
- Sins – Risch – Küssnacht
- 371 Oberarth – Ecce Homo – Sattel
- Zug – Unterägeri – Sattel
- Zürich – Affoltern am Albis – Cham

Drogi o numerach od 500 wzwyż mogą być przeznaczone tylko dla pojazdów o szerokości do 2,3 m na podanych odcinkach:
- 509 Goppenstein – Steg (Lötschberg)
- 511 Gletsch – Furkapass – Realp (część drogi 19)
- 556 Linthal – Klausenpass – Bürglen (część drogi 17)
- 558 Hinterrhein – Przełęcz San Bernardino – Mesocco (część drogi 13)
- 559 Umbrailpass (miejscami nieutwardzona)

Tylko kilka głównych dróg, zwłaszcza dojazdowych, nie jest numerowanych. Pozostałe drogi nie są klasyfikowane do kategorii dróg priorytetowych.